# Štrbské pleso (lago)
Štrbské pleso (in ungherese: Csorbató o Csorba-tó, in tedesco: Tschirmer See) è un pittoresco lago di montagna di origine glaciale negli Alti Tatra, nel villaggio di Štrbské Pleso (scritto con la P maiuscola), che deriva il suo nome proprio dal lago. Si trova in Slovacchia.